# Haie vive tressée
La haie vive tressée est une haie particulière au Pays basque. 
Appelée Zerralia en langue basque, elle marque le paysage et crée le bocage, un espace avec plusieurs parcelles consacrées à l'élevage ou à l'agriculture. La haie assure le rôle de défense naturelle contre les bêtes.
Elle a aussi une fonction écologique : des conditions climatiques favorables lui sont conférées, de par l'hétérogénéité des plantes la composant, assurant également un rôle de corridor naturel. Elle favorise l'accroissement et la circulation des graines, de nouvelles espèces végétales, véhiculées par les oiseaux et autres animaux que la haie abrite. 
Ce savoir-faire est inscrit à l'Inventaire du patrimoine culturel immatériel en France, depuis 2012.

## Sa constitution
La haie vive tressée vient enclore le sohro, soit la prairie. 
Elle est constituée de nombreux ligneux (arbres, arbustes et arbrisseaux) différents, assurant des fonctions diverses :
- le frêne (fraxinus excelsior), localement appelé "lizar";  Enveloppé par la haie, le bois du frêne sert de renfort pour contre les vaches. Cette haie particulière, peut être constituée en collier et prend le nom basque de lepoko ou joalte ;
- l'orme (ulmus campestris), localement appelé zumar ;
- le houblon (humulus lupulus), localement appelé ezker aihena. Tressé, il permet de prendre le maïs semence ;
- le noisetier (corylus avellana), localement appelé hurtze, hurondo. Tressé dans la haie en renfort, son bois souple sert à la confection de manche d'outils et ses noisettes sont consommées ;
- le hêtre (fagus sylvatica), localement appelé fago ;
- l’aubépine (crataegus monogyna), localement appelé elhori xuri. Intégrée dans le tressage, ses piquants dissuadent les animaux. Taillée régulièrement, elle sert aussi de porte-greffe ;
- le buis (buxus sempervirens), localement appelé ezpel. Le buis n'est pas tressé. Ses rameaux de feuilles coupés peuvent être montés sur un manche de noisetier pour constituer un balai, servant au nettoyage des granges ;
- le houx  (ilex aquifolium), localement appelé  gorostia ;
- le merisier (cerasus avium), localement appelé gerezia ou gerezi-bronde. Le merisier, bois plus noble, n'est pas tressé et ne sert pas à renforcer la haie. Au contraire, il y est planté afin que la haie lui sert, par contre, de protection. Il servira ensuite à la fabrication de meuble[2].

## Les types de haies vives tressées
Il existe quatre types de haies vives tressées, qui peuvent se répartir à toutes les strates de la montagne, appelées aussi « étages » :  
- la haie à hêtres dominants, qui se trouve en ombré et en altitude. Ce type de haie tend à disparaître ;
- la haie à dominance de noisetier, présente plus bas à l'étage de la chênaie, une zone plus exposée au soleil. Le maillage de ces haies-là constitue les séparations de prairies ;
- la haie à dominance de frêne, pouvant occuper tous les étages à condition que le milieu soit suffisamment frais et humide ;
- la haie à dominance d'aubépine, plutôt représentée dans les milieux chauds et secs, souvent sur les anciennes landes soumises au feu dans lesquelles l'aubépine forme des bosquets.